# Tavaux
Pour les articles homonymes, voir Tavaux-et-Pontséricourt.
Tavaux (/ta.vo/) est une commune française située dans le département du Jura, dans la région culturelle et historique de Franche-Comté et la région administrative Bourgogne-Franche-Comté.
Ses habitants se nomment les Tavellois et Tavelloises ou Tavelois et Taveloises.

## Géographie
Tavaux est composé d'un quartier industriel (Tavaux Cités) lié à l'usine chimique belge Solvay construite en 1930 et d'un village plus ancien (Tavaux Village), datant au moins du XVIIe siècle.
Entre les deux s'est développé depuis 1950 un troisième quartier : La Mulotte. Il existe d'autres quartiers tels que L'Avenue et La Marjoux.

### Communes limitrophes
Les communes limitrophes sont  Abergement-la-Ronce, Champdivers, Damparis, Gevry, Molay et Saint-Aubin.

### Climat
Pour des articles plus généraux, voir Climat de la Bourgogne-Franche-Comté et Climat du département du Jura.
En 2010, le climat de la commune est de type climat des marges montargnardes, selon une étude du Centre national de la recherche scientifique s'appuyant sur une série de données couvrant la période 1971-2000. En 2020, Météo-France publie une typologie des climats de la France métropolitaine dans laquelle la commune est exposée à un climat semi-continental et est dans la région climatique  Bourgogne, vallée de la Saône, caractérisée par un bon ensoleillement (1 900 h/an), un été chaud (18,5 °C), un air sec au printemps et en été et des vents faibles. 
Pour la période 1971-2000, la température annuelle moyenne est de 10,6 °C, avec une amplitude thermique annuelle de 17,4 °C. Le cumul annuel moyen de précipitations est de 915 mm, avec 11,5 jours de précipitations en janvier et 8,1 jours en juillet. Pour la période 1991-2020, la température moyenne annuelle observée sur la station météorologique installée sur la commune est de 11,7 °C et le cumul annuel moyen de précipitations est de 868,7 mm. 
La température maximale relevée sur cette station est de 40,1 °C, atteinte le 7 août 2003 ; la température minimale est de −18,2 °C, atteinte le 20 décembre 2009,,. 
| Mois                                  | jan.             | fév.           | mars           | avril         | mai           | juin          | jui.         | août           | sep.           | oct.            | nov.            | déc.           | année      |
| ------------------------------------- | ---------------- | -------------- | -------------- | ------------- | ------------- | ------------- | ------------ | -------------- | -------------- | --------------- | --------------- | -------------- | ---------- |
| Température minimale moyenne (°C)     | 0,1              | 0,2            | 2,6            | 5,3           | 9,3           | 12,8          | 14,4         | 14,2           | 10,9           | 8               | 3,6             | 0,9            | 6,9        |
| Température moyenne (°C)              | 3                | 4,1            | 7,7            | 11,2          | 14,9          | 18,8          | 20,6         | 20,3           | 16,5           | 12,5            | 6,9             | 3,7            | 11,7       |
| Température maximale moyenne (°C)     | 6                | 8              | 12,9           | 17            | 20,6          | 24,9          | 26,9         | 26,4           | 22,1           | 17              | 10,2            | 6,5            | 16,5       |
| Record de froid (°C) date du record   | −14,9 06.01.1997 | −12,7 05.02.12 | −13,2 01.03.05 | −5,2 08.04.21 | −1 03.05.21   | 2,9 04.06.01  | 5,7 17.07.00 | 5,4 29.08.1998 | 0,8 30.09.1995 | −6,4 31.10.1997 | −9,5 24.11.1998 | −18,2 20.12.09 | −18,2 2009 |
| Record de chaleur (°C) date du record | 17,5 01.01.23    | 20,9 24.02.21  | 24,8 31.03.21  | 28,7 25.04.07 | 31,8 25.05.09 | 37,5 27.06.19 | 39 24.07.19  | 40,1 07.08.03  | 33,9 14.09.20  | 29 02.10.23     | 21,4 12.11.18   | 17,2 31.12.22  | 40,1 2003  |
| Ensoleillement (h)                    | 573              | 996            | 186            | 215           | 2 206         | 2 522         | 2 757        | 2 511          | 2 049          | 1 284           | 674             | 536            | 20 117     |
| Précipitations (mm)                   | 59,3             | 54,5           | 58,9           | 66,2          | 90,3          | 72,9          | 71,4         | 79,5           | 69,9           | 86,6            | 90,1            | 69,1           | 868,7      |

| Diagramme climatique                                  |          |             |           |             |              |              |              |              |         |             |            |
| J                                                     | F        | M           | A         | M           | J            | J            | A            | S            | O       | N           | D          |
| 60,159,3                                              | 80,254,5 | 12,92,658,9 | 175,366,2 | 20,69,390,3 | 24,912,872,9 | 26,914,471,4 | 26,414,279,5 | 22,110,969,9 | 17886,6 | 10,23,690,1 | 6,50,969,1 |
| Moyennes : • Temp. maxi et mini °C • Précipitation mm |          |             |           |             |              |              |              |              |         |             |            |

Les paramètres climatiques de la commune ont été estimés pour le milieu du siècle (2041-2070) selon différents scénarios d'émission de gaz à effet de serre à partir des nouvelles projections climatiques de référence DRIAS-2020. Ils sont consultables sur un site dédié publié par Météo-France en novembre 2022.

## Urbanisme

### Typologie
Au 1er janvier 2024, Tavaux est catégorisée petite ville, selon la nouvelle grille communale de densité à sept niveaux définie par l'Insee en 2022.
Elle appartient à l'unité urbaine de Tavaux, une agglomération intra-départementale regroupant trois  communes, dont elle est ville-centre,,. Par ailleurs la commune fait partie de l'aire d'attraction de Dole, dont elle est une commune de la couronne,. Cette aire, qui regroupe 87 communes, est catégorisée dans les aires de 50 000 à moins de 200 000 habitants,.

### Occupation des sols
L'occupation des sols de la commune, telle qu'elle ressort de la base de données européenne d’occupation biophysique des sols Corine Land Cover (CLC), est marquée par l'importance des territoires agricoles (55,1 % en 2018), en diminution par rapport à 1990 (59,6 %). La répartition détaillée en 2018 est la suivante :
terres arables (55,1 %), zones urbanisées (19,6 %), zones industrielles ou commerciales et réseaux de communication (14,3 %), forêts (10,9 %). L'évolution de l’occupation des sols de la commune et de ses infrastructures peut être observée sur les différentes représentations cartographiques du territoire : la carte de Cassini (XVIIIe siècle), la carte d'état-major (1820-1866) et les cartes ou photos aériennes de l'IGN pour la période actuelle (1950 à aujourd'hui).

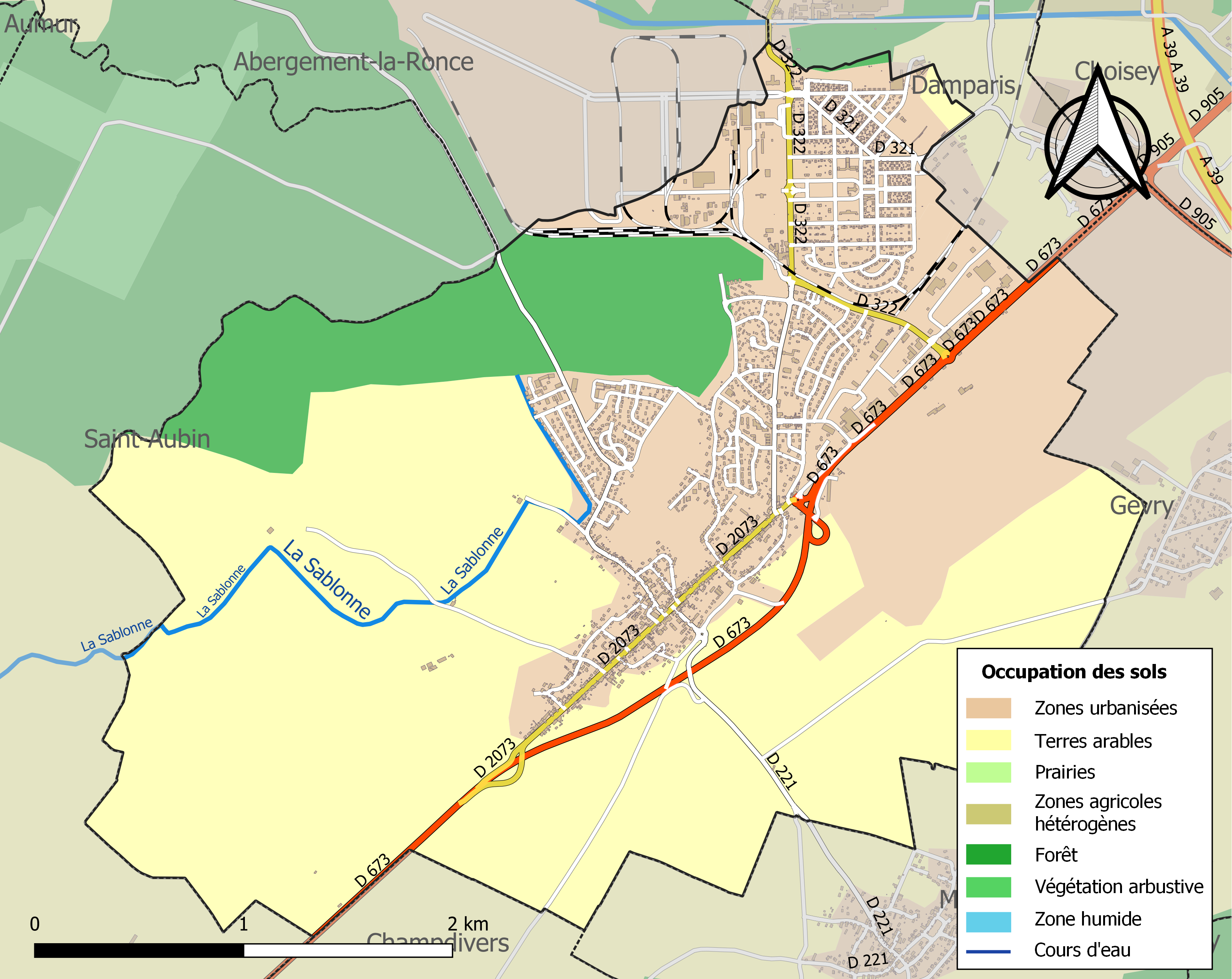
Carte des infrastructures et de l'occupation des sols de la commune en 2018 (CLC).

## Économie
Une plateforme chimique du géant belge du secteur, Solvay, se trouve en partie dans la commune. La plus haute cheminée de l'usine culmine à 92 m. Elle couvre près de 300 hectares et comporte des installations des sociétés Solvay et Inovyn, filière d'Ineos.
L'aéroport de Dole - Jura est le principal aéroport du département. Il est géré par l'entreprise Edeis depuis 2020.

## Toponymie
Le toponyme Tavaux, que l'on trouve aussi, selon l'époque et le scribe, sous la forme de Tavellum, Tavel, Thavels, Tavey, et Taveau, serait issu du gaulois tavo, signifiant "silencieux" ou "calme".

## Histoire

### Antiquité
Tavaux conserve le tracé de plusieurs voies romaines, dont deux relativement importantes et deux secondaires.
Les premières relient pour l'une Besançon (Vesontio) à Langres (Andemantunnum) et pour l'autre Chalon-sur-Saône (Cavillonum) à Besançon. C'est le long de cette dernière, appelée « Grand Chemin », que s'étire Tavaux-village.
Les secondes relient pour l'une, appelée « Chaussée d'Argant », Poligny à Autun (Augustodunum) et pour l'autre, appelée « Chemin des Romains », les directions de Saint-Jean-de-Losne et Salins-les-Bains.
Outre les voies romaines, des inscriptions, des médailles, des armes, des vases cinéraires, les restes d'un temple et un buste en bronze de Junon sont mis au jour dès la fin du XVIIIe siècle.

### Ancien Régime
Si nous n'avons, à ce jour, aucune trace de Tavaux au Haut Moyen Âge, nous savons que l'existence d'une église, donnée à l'abbaye Saint-Bénigne de Dijon par Hugues III, archevêque de Besançon, en 1092, est attestée et nous permet d'établir la dépendance de Tavaux au diocèse de Besançon pour les affaires spirituelles.
Concernant les affaires temporelles, la terre de Tavaux dépend de la châtellenie de Dole pour sa partie dite d'Amont, située à l'est de l'église, et pour celle dite d'Aval, à l'ouest de l'édifice, de la seigneurie de Gevry : toutes seigneuries relevant d'abord du comté de Bourgogne, puis, à partir de 1676, de la généralité de Besançon.
Les guerres entre Bourguignons puis Français et Comtois, durant le Moyen Âge tardif, puis celles de religion à l'Époque moderne, ainsi que le terrible incendie de 1540, éprouvent Tavaux.

### Époque contemporaine
Le département du Jura est créé en 1790 et Tavaux devient une commune du canton de Saint-Aubin et du district de Dole en 1793, puis du canton de Chemin et de l'arrondissement de Dole en 1801.
Deux incendies ravagent le village en 1825 et 1834.
L'église Saint Gervais et saint Protais est édifiée de 1843 (nef) à 1852 (clocher) à l'emplacement de l'ancienne démolie deux ans plus tôt.
Le choléra fait près de 150 morts en 1854.
L'entreprise de chimie belge Solvay s'implante au tripoint des communes d'Abergement-la-Ronce, Damparis et Tavaux en 1928 et crée les années suivantes un vaste site industriel (environ 300 ha) ainsi qu'une cité ouvrière, dont la plus grande partie se situe sur le territoire communal de Tavaux, donnant ainsi naissance au quartier Tavaux Cités et à l'église Sainte-Anne, érigée en 1938-1939.
Dans les années 1950 le quartier de La Mulotte se développe entre le village et la cité ouvrière, faisant ainsi la jonction entre ces deux entités jusqu'alors séparées géographiquement, sociologiquement et économiquement.
En 1959 la commune acquiert le Château Loiseau, à l'origine un ancien entrepôt-séchoir à grain, pour y installer la mairie.

## Héraldique
|  | Les armes de la commune se blasonnent ainsi : Taillé : au premier d'azur semé de billettes d'or au lion issant du même brochant sur le tout, au second de gueules à l'épi de blé d'or brochant sur une cornue contournée d'argent . |

## Politique et administration
| Période   | Période   | Identité                     | Étiquette                 | Qualité                                                                                              |
| --------- | --------- | ---------------------------- | ------------------------- | --- |
| 1850      | 1853      | Protais Maillier             |                           | |
| 1853      | 1858      | Henri Monnier                |                           | |
| 1858      | 1865      | Jean-Pierre Petitjean        |                           | |
| 1865      | 1871      | Isidore Claude François Male |                           | |
| 1871      | 1874      | Jean-François Petitjean      |                           | |
| 1874      | 1876      | Claude Ignace Jeanneaux      |                           | |
| 1876      | 1892      | Claude Constant Lavrut       |                           | |
| 1903      | 1907      | Augustin Courcenet           |                           | |
| 1907      | 1908      | Augustin Truchot             |                           | |
| 1908      | 1920      | Célestin Isidore Danjean     |                           | |
| 1920      | 1945      | Constant Augustin Male       |                           | |
| 1945      | 1959      | Maurice Danjean              |                           | |
| 1959      | 1971      | Roger Marius Daubigney       |                           | |
| 1971      | mars 1977 | Louis Ravonneaux             |                           | |
| mars 1977 | mars 2001 | André Vauchez                | PS                        | Professeur de collège Conseiller général du Canton de Chemin (1992-2011) Député de 1997 à 2002       |
| mars 2001 | En cours  | Jean-Michel Daubigney        | UMP puis LR puis Horizons | Conseiller général du Canton de Chemin (2011-2015) puis conseiller départemental du Canton de Tavaux |

## Démographie
L'évolution du nombre d'habitants est connue à travers les recensements de la population effectués dans la commune depuis 1793. Pour les communes de moins de 10 000 habitants, une enquête de recensement portant sur toute la population est réalisée tous les cinq ans, les populations de référence des années intermédiaires étant quant à elles estimées par interpolation ou extrapolation. Pour la commune, le premier recensement exhaustif entrant dans le cadre du nouveau dispositif a été réalisé en 2004.

En 2022, la commune comptait 3 926 habitants, en évolution de +0,46 % par rapport à 2016 (Jura : −0,81 %, France hors Mayotte : +2,11 %).
| 1793 | 1800 | 1806  | 1821  | 1831  | 1836  | 1841  | 1846  | 1851  |
| ---- | ---- | ----- | ----- | ----- | ----- | ----- | ----- | ----- |
| 968  | 934  | 1 072 | 1 213 | 1 388 | 1 315 | 1 415 | 1 505 | 1 571 |

| 1856  | 1861  | 1866  | 1872  | 1876  | 1881  | 1886  | 1891  | 1896  |
| ----- | ----- | ----- | ----- | ----- | ----- | ----- | ----- | ----- |
| 1 363 | 1 317 | 1 367 | 1 355 | 1 438 | 1 496 | 1 299 | 1 284 | 1 155 |

| 1901  | 1906  | 1911  | 1921 | 1926 | 1931  | 1936  | 1946  | 1954  |
| ----- | ----- | ----- | ---- | ---- | ----- | ----- | ----- | ----- |
| 1 121 | 1 063 | 1 100 | 929  | 925  | 2 512 | 2 311 | 2 728 | 3 365 |

| 1962  | 1968  | 1975  | 1982  | 1990  | 1999  | 2004  | 2006  | 2009  |
| ----- | ----- | ----- | ----- | ----- | ----- | ----- | ----- | ----- |
| 4 369 | 4 905 | 4 736 | 4 417 | 4 387 | 4 274 | 4 094 | 4 056 | 4 056 |

| 2014  | 2019  | 2022  | - | - | - | - | - | - |
| ----- | ----- | ----- | - | - | - | - | - | - |
| 3 957 | 3 957 | 3 926 | - | - | - | - | - | - |

L'augmentation de la population en 1930 est conjointe à la création de l'usine Solvay sur le village.

## Lieux et monuments

### Voies
| 109 odonymes recensés à Tavaux au 15 décembre 2013            | 109 odonymes recensés à Tavaux au 15 décembre 2013 | 109 odonymes recensés à Tavaux au 15 décembre 2013 | 109 odonymes recensés à Tavaux au 15 décembre 2013 | 109 odonymes recensés à Tavaux au 15 décembre 2013 | 109 odonymes recensés à Tavaux au 15 décembre 2013 | 109 odonymes recensés à Tavaux au 15 décembre 2013 | 109 odonymes recensés à Tavaux au 15 décembre 2013 | 109 odonymes recensés à Tavaux au 15 décembre 2013 | 109 odonymes recensés à Tavaux au 15 décembre 2013 | 109 odonymes recensés à Tavaux au 15 décembre 2013 | 109 odonymes recensés à Tavaux au 15 décembre 2013 | 109 odonymes recensés à Tavaux au 15 décembre 2013 | 109 odonymes recensés à Tavaux au 15 décembre 2013 | 109 odonymes recensés à Tavaux au 15 décembre 2013 | 109 odonymes recensés à Tavaux au 15 décembre 2013 |
| Allée                                                         | Avenue                                             | Chemin                                             | Cour                                               | Cours                                              | Espace                                             | Impasse                                            | Montée                                             | Parc                                               | Passage                                            | Place                                              | Pont                                               | Route                                              | Rue                                                | Autres                                             | Total                                              |
| ------------------------------------------------------------- | -------------------------------------------------- | -------------------------------------------------- | -------------------------------------------------- | -------------------------------------------------- | -------------------------------------------------- | -------------------------------------------------- | -------------------------------------------------- | -------------------------------------------------- | -------------------------------------------------- | -------------------------------------------------- | -------------------------------------------------- | -------------------------------------------------- | -------------------------------------------------- | -------------------------------------------------- | -------------------------------------------------- |
| 5                                                             | 18                                                 | 2                                                  | 2                                                  | 3                                                  | 1                                                  | 10                                                 | 0                                                  | 0                                                  | 0                                                  | 6                                                  | 0                                                  | 0                                                  | 61                                                 | 1                                                  | 109                                                |
| Notes « N »                                                   | Notes « N »                                        | 1. 2. 3. 4. 5. 6. 7. 8. 9. 10. 11. 12.             | 1. 2. 3. 4. 5. 6. 7. 8. 9. 10. 11. 12.             | 1. 2. 3. 4. 5. 6. 7. 8. 9. 10. 11. 12.             | 1. 2. 3. 4. 5. 6. 7. 8. 9. 10. 11. 12.             | 1. 2. 3. 4. 5. 6. 7. 8. 9. 10. 11. 12.             | 1. 2. 3. 4. 5. 6. 7. 8. 9. 10. 11. 12.             | 1. 2. 3. 4. 5. 6. 7. 8. 9. 10. 11. 12.             | 1. 2. 3. 4. 5. 6. 7. 8. 9. 10. 11. 12.             | 1. 2. 3. 4. 5. 6. 7. 8. 9. 10. 11. 12.             | 1. 2. 3. 4. 5. 6. 7. 8. 9. 10. 11. 12.             | 1. 2. 3. 4. 5. 6. 7. 8. 9. 10. 11. 12.             | 1. 2. 3. 4. 5. 6. 7. 8. 9. 10. 11. 12.             | 1. 2. 3. 4. 5. 6. 7. 8. 9. 10. 11. 12.             | 1. 2. 3. 4. 5. 6. 7. 8. 9. 10. 11. 12.             |
| Sources : rue-ville.info & OpenStreetMap & FNACA-GAJE du Jura |                                                    |                                                    |                                                    |                                                    |                                                    |                                                    |                                                    |                                                    |                                                    |                                                    |                                                    |                                                    |                                                    |                                                    |                                                    |

### Édifices et sites
- Aéroport de Dole-Jura
- Collège Marius Daubigney
- Bois des Vernaux
- Piscine municipale Léo Lagrange
- Cité ouvrière et église Sainte-Anne
- Église Saint-Gervais-et-Saint-Protais, à Tavaux-village
- Hôtel-de-Ville, à Tavaux-village

## Personnalités liées à la commune
- Dominique Bourg (Tavaux 1953 - ), philosophe franco-suisse
- Anouk Shutterberg : autrice française de thrillers.

### Cartes
1. ↑  IGN, « Évolution comparée de l'occupation des sols de la commune sur cartes anciennes », sur remonterletemps.ign.fr (consulté le 15 juillet 2023).